# Widekind II. (Battenberg)
Widekind II. Graf von Battenberg (* im 13. Jahrhundert; † 30. September 1291) war Herrscher über die Grafschaft Battenberg.

## Leben

### Herkunft und Familie
Widekind II. von Battenberg war der Sohn des Grafen Widekind I. von Battenberg und Wittgenstein und dessen Gemahlin Ida von Runkel. Er wuchs zusammen mit seinen Geschwistern Siegfried I. († nach 1283) und Werner III. († 1277) auf.
Widekind war mit Elisabeth Gräfin von Weilnau verheiratet. Die Ehe brachte die Kinder Hermann II. (1277–1314), Ida von Battenberg (1297–1316), Margarethe (Nonne im Kloster St. Georgenberg) und Elisabeth († 1330, ⚭ Walter von Lißberg).

### Wirken
Im Jahre 1238 wurden die beiden Grafschaften des Hauses Wittgenstein-Battenberg zwischen Widekind und seinem Bruder Siegfried aufgeteilt. Siegfried erhielt die südlichen Landesteile um die Burg Wittgenstein, Widekind den Restbesitz um Battenberg. Während sich Siegfried außenpolitisch den Landgrafen von Hessen anschloss, war Widekind ein treuer Anhänger der Erzbischöfe von Mainz. Durch diese Verbindung gelang es ihm, die nach der Teilung im Jahre 1238 entstandene Einflussnahme der Erzbischöfe auf sein Hoheitsgebiet zu bremsen. Seine Dienste führten sogar dazu, dass er die Einnahmen aus der Mainzer Hälfte der Grafschaft Battenberg behalten durfte und das Münzprägerecht für die Stadt Battenberg erhielt. Er stattete das Kloster Georgenberg bei Frankenberg wiederholt mit Besitz aus und brachte seine Tochter Margarete dort als Nonne unter. Seine Bindung an die Mainzer Bischöfe war so eng, dass er im Jahre 1291 den Verkauf der halben Grafschaft an die Kirche durch seinen Sohn nicht verhindern konnte. Widekind war bereits verstorben, als Hermann 1296 die andere Hälfte der Grafschaft an die Bischöfe veräußerte.